# 5509 Rennsteig
5509 Rennsteig (1988 RD3) là một tiểu hành tinh vành đai chính được phát hiện ngày 8 tháng 9 năm 1988 bởi F. Borngen ở Tautenburg.